# Yokohama Bay Bridge
Il Yokohama Bay Bridge è un ponte strallato situato a Yokohama, in Giappone.

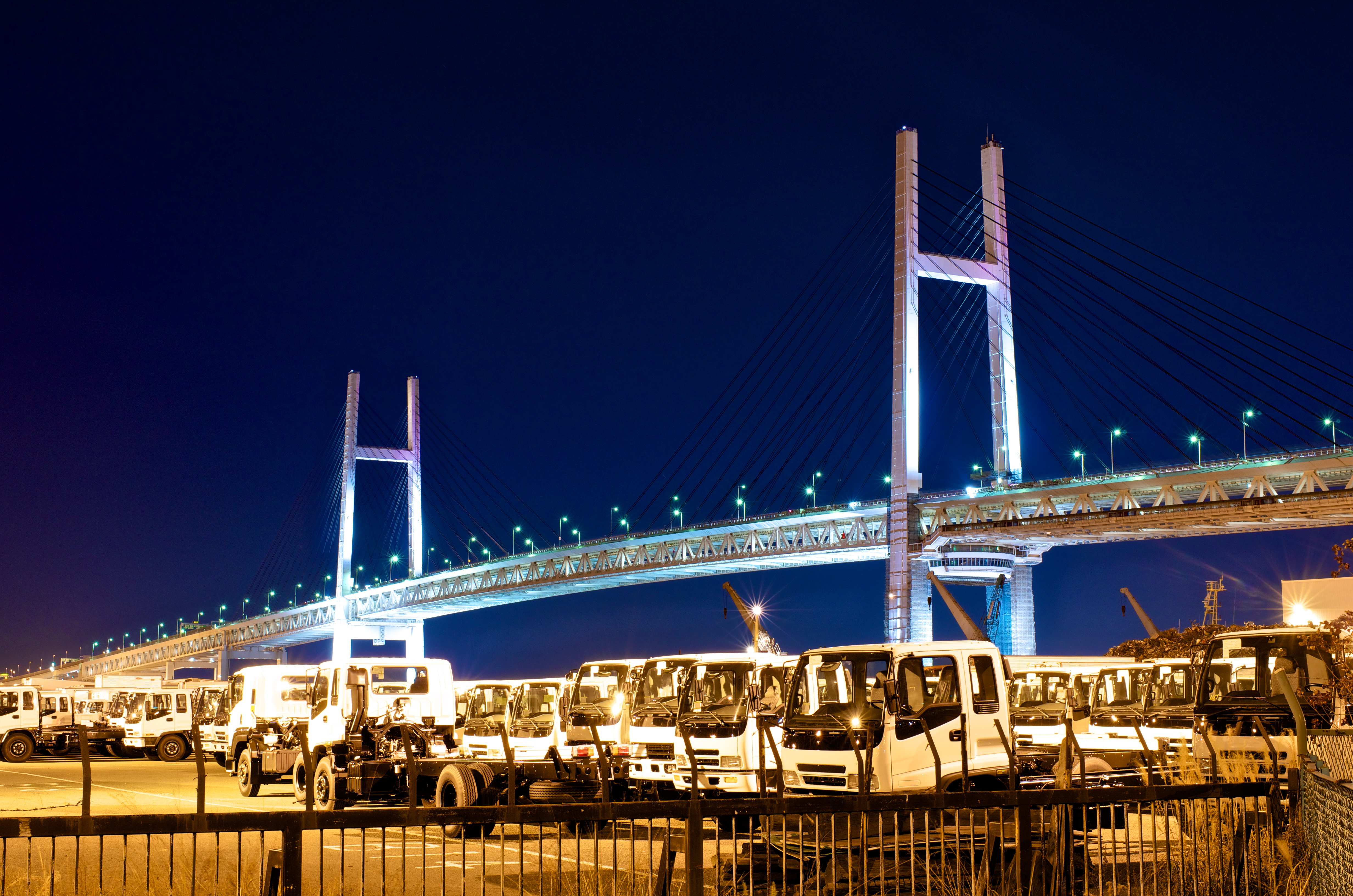
panorama notturno del ponte

Lungo 860 metri, fu inaugurato il 27 settembre 1989. Il ponte attraversa la baia di Tokyo e fa parte della Bayshore Route della Shuto Expressway.